# Memorial Stadium (Lincoln)

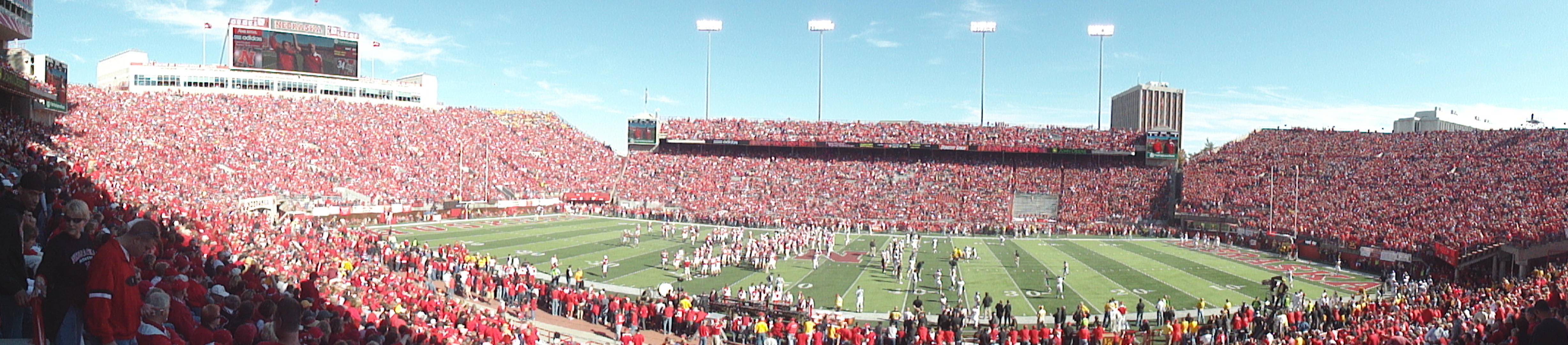
Panorámica del estadio.

Memorial Stadium es un estadio de fútbol americano colegial ubicado en Lincoln, Nebraska, fue inaugurado en el año de 1923, tiene una capacidad para albergar a 91 000 aficionados cómodamente sentados, su equipo local son los Nebraska Cornhuskers pertenecientes a la Big 12 Conference de la National Collegiate Athletic Association.